# Station Wildert
Het station Wildert is een spoorweghalte langs spoorlijn 12 in het gehucht Wildert in de gemeente Essen. Er was vanaf 1885 ook een stationsgebouw maar dat is afgebroken. In dezelfde straat is de Bakkersmolen gevestigd.

## Treindienst
| Serie       | Treinsoort               | Route                                                     | Bijzonderheden             |
| ----------- | ------------------------ | --------------------------------------------------------- | -------------------------- |
| S 32 2350   | S-trein Antwerpen (NMBS) | Puurs – Antwerpen-Centraal – Wildert – Essen              | Rijdt alleen op werkdagen. |
| S 32 2550   | S-trein Antwerpen (NMBS) | Puurs – Antwerpen-Centraal – Wildert – Essen – Roosendaal |                            |
| P 7200/8200 | Piekuurtrein (NMBS)      | Roosendaal – Wildert – Antwerpen-Centraal                 | Rijdt alleen op werkdagen. |

## Galerij

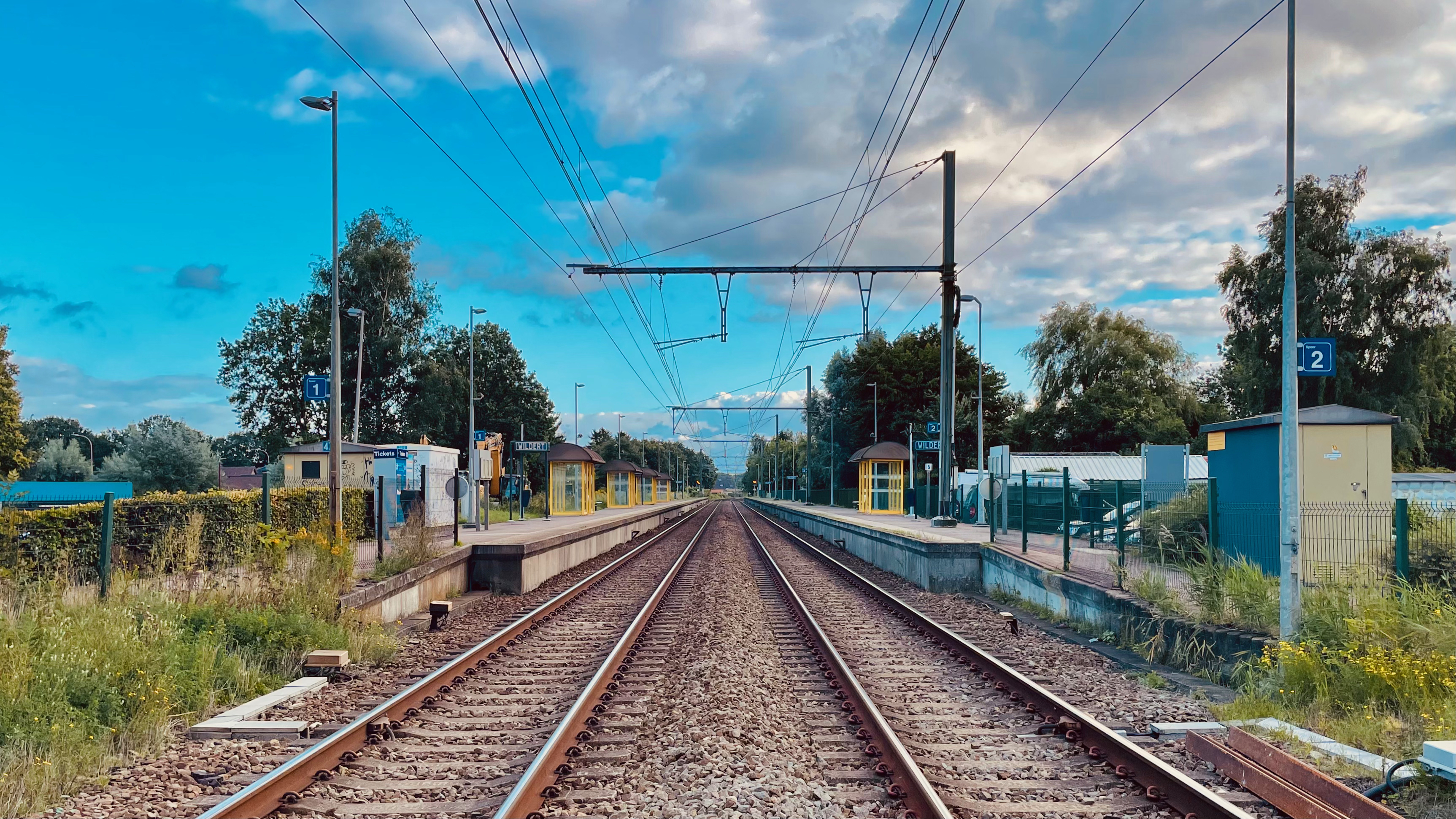
Zicht op de sporen
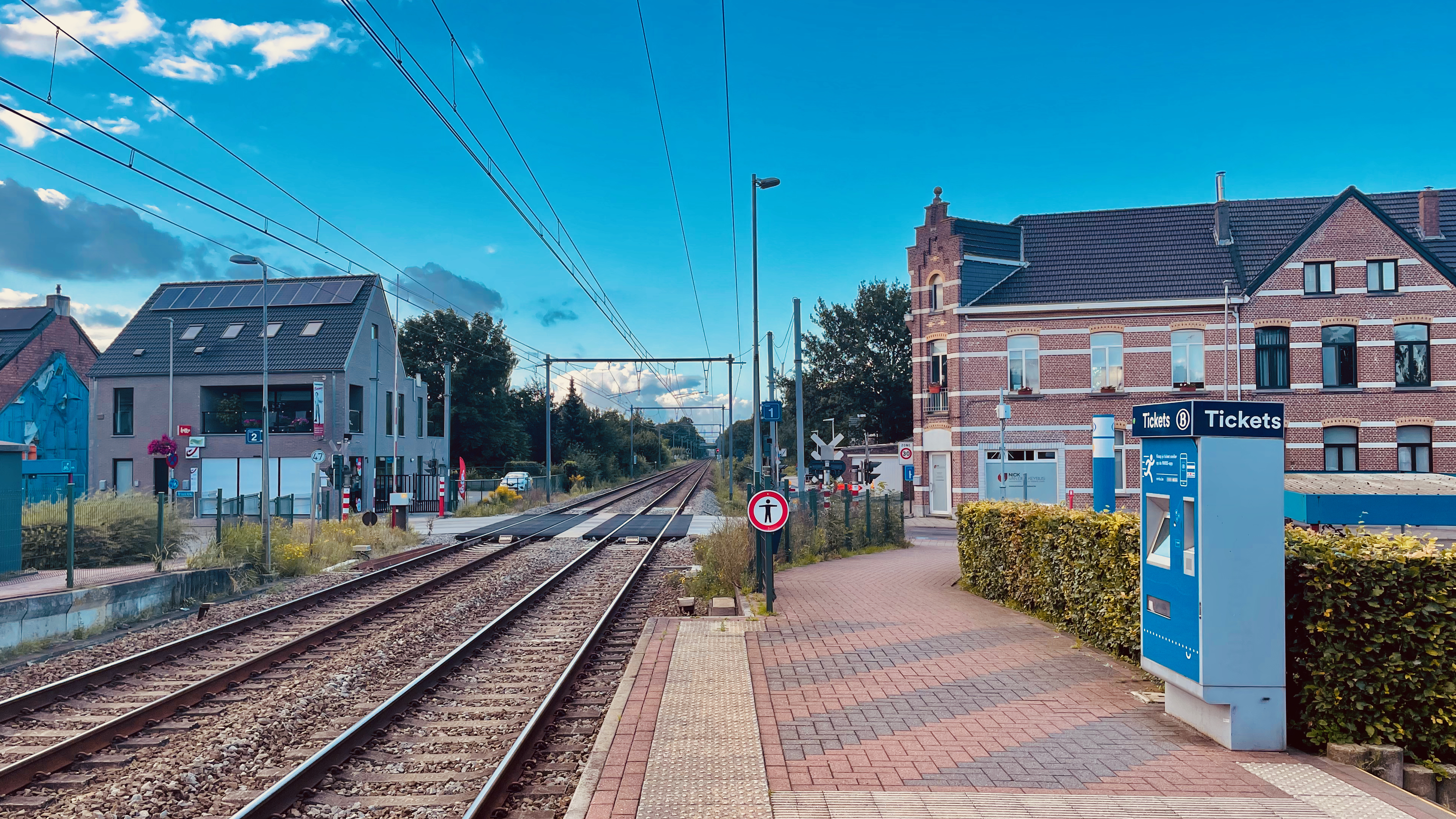
Overweg aan het station
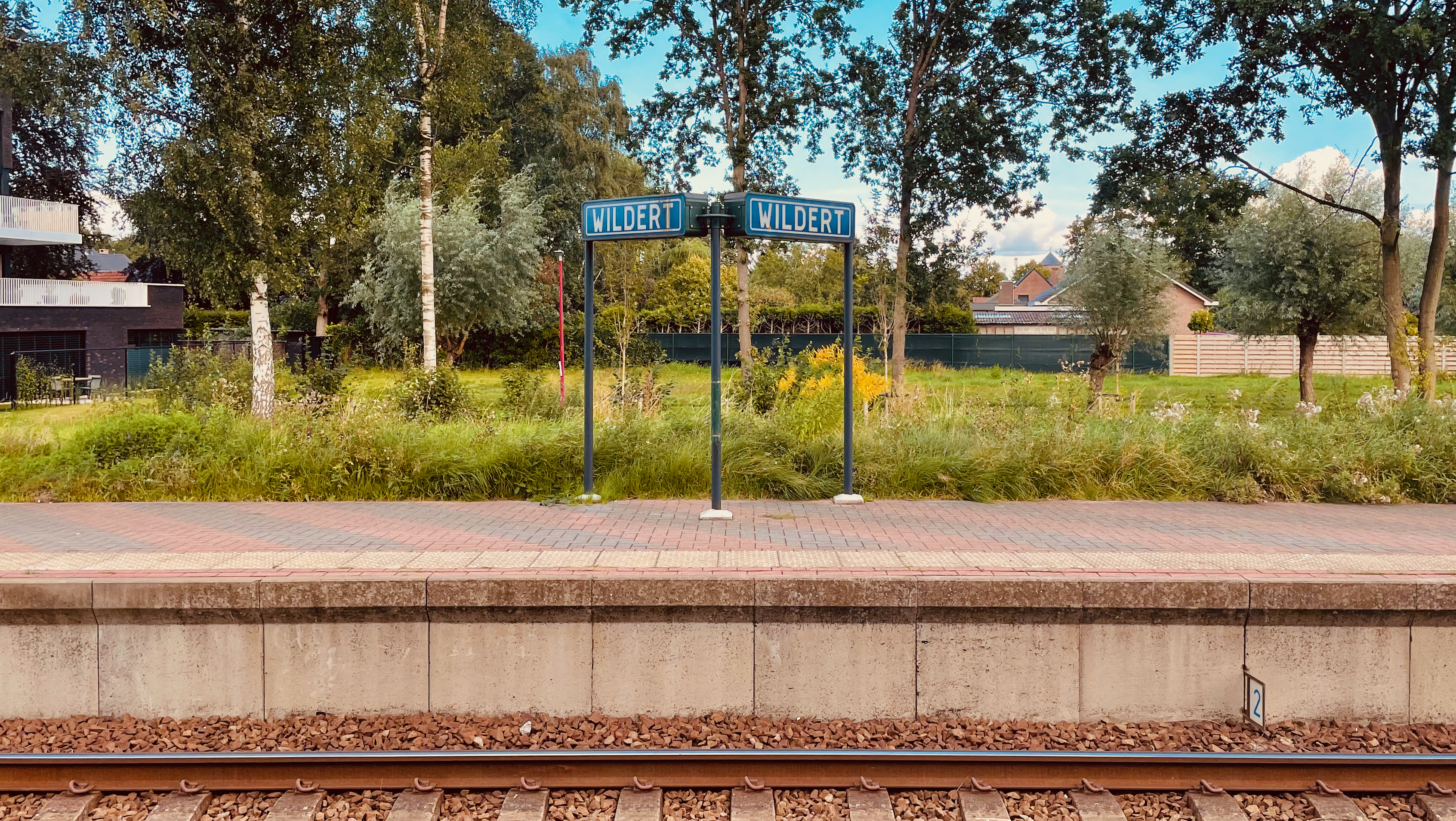
Plaatsnaambord

## Reizigerstellingen
De grafiek en tabel geven het gemiddeld aantal instappende reizigers weer op een week-, zater- en zondag.
| Tabel: aantal instappende reizigers station Wildert | Tabel: aantal instappende reizigers station Wildert | Tabel: aantal instappende reizigers station Wildert | Tabel: aantal instappende reizigers station Wildert |
|                                                     | Weekdag                                             | Zaterdag                                            | Zondag                                              |
| --------------------------------------------------- | --------------------------------------------------- | --------------------------------------------------- | --------------------------------------------------- |
| 1977                                                | 303                                                 | 93                                                  | 123                                                 |
| 1978                                                | 295                                                 | 64                                                  | 76                                                  |
| 1979                                                | 331                                                 | 73                                                  | 102                                                 |
| 1980                                                | 270                                                 | 85                                                  | 90                                                  |
| 1981                                                | 306                                                 | 94                                                  | 104                                                 |
| 1982                                                | 357                                                 | 79                                                  | 66                                                  |
| 1983                                                | 365                                                 | 70                                                  | 54                                                  |
| 1984                                                | 297                                                 | 76                                                  | 79                                                  |
| 1985                                                | 334                                                 | 71                                                  | 70                                                  |
| 1986                                                | 288                                                 | 82                                                  | 75                                                  |
| 1987                                                | 270                                                 | 63                                                  | 61                                                  |
| 1988                                                | 257                                                 | 65                                                  | 55                                                  |
| 1989                                                | 262                                                 | 93                                                  | 91                                                  |
| 1990                                                | 233                                                 | 74                                                  | 70                                                  |
| 1991                                                | 298                                                 | 68                                                  | 61                                                  |
| 1992                                                | 287                                                 | 76                                                  | 59                                                  |
| 1993                                                | 228                                                 | 66                                                  | 57                                                  |
| 1994                                                | 273                                                 | 96                                                  | 83                                                  |
| 1995                                                | 270                                                 | 88                                                  | 61                                                  |
| 1996                                                | 263                                                 | 104                                                 | 76                                                  |
| 1997                                                | 358                                                 | 109                                                 | 129                                                 |
| 1998                                                | 209                                                 | 98                                                  | 94                                                  |
| 1999                                                | 188                                                 | 94                                                  | 95                                                  |
| 2000                                                | 180                                                 | 96                                                  | 103                                                 |
| 2001                                                | 195                                                 | 99                                                  | 82                                                  |
| 2002                                                | 226                                                 | 86                                                  | 186                                                 |
| 2003                                                | 200                                                 | 87                                                  | 125                                                 |
| 2004                                                | 224                                                 | 87                                                  | 175                                                 |
| 2005                                                | 191                                                 | 102                                                 | 176                                                 |
| 2006                                                | 176                                                 | 97                                                  | 146                                                 |
| 2007                                                | 194                                                 | 95                                                  | 132                                                 |
| 2008                                                | -                                                   | -                                                   | -                                                   |
| 2009                                                | 163                                                 | 90                                                  | 73                                                  |
| 2010                                                | -                                                   | -                                                   | -                                                   |
| 2011                                                | -                                                   | -                                                   | -                                                   |
| 2012                                                | 185                                                 | 107                                                 | 97                                                  |
| 2013                                                | 186                                                 | 118                                                 | 91                                                  |
| 2014                                                | 174                                                 | 86                                                  | 105                                                 |
| 2015                                                | 189                                                 | 91                                                  | 85                                                  |
| 2016                                                | 174                                                 | 60                                                  | 55                                                  |
| 2017                                                | 140                                                 | 99                                                  | 102                                                 |
| 2018                                                | 204                                                 | 130                                                 | 102                                                 |
| 2019                                                | 283                                                 | 131                                                 | 137                                                 |
| 2020                                                | 165                                                 | 87                                                  | 61                                                  |
| 2021                                                | -                                                   | -                                                   | -                                                   |
| 2022                                                | 220                                                 | 42                                                  | 36                                                  |
| 2023                                                | 202                                                 | 108                                                 | 80                                                  |
| 2024                                                | 298                                                 | 106                                                 | 100                                                 |

0,0: Antwerpen-Centraal ·
2,3: Antwerpen-Oost ·
3,4: Borgerhout ·
5,8: Antwerpen-Dam ·
8,3: Antwerpen-Luchtbal ·
9,1: Antwerpen-Noorderdokken ·
11,4: Ekeren ·
12,5: Sint-Mariaburg ·
13,8: Heikestraat ·
15,0: Kapellen ·
19,0: Kapellenbos ·
21,0: Heide ·
22,7: Kijkuit ·
24,0: Kalmthout ·
28,1: Wildert ·
32,1: Essen ·
23,0: Roosendaal ·
15,6: Oudenbosch ·
7,5: Zevenbergen ·
0,0: Moerdijk AR ·
0,0: Lage Zwaluwe